# Afrikansk skedstork
Afrikansk skedstork (Platalea alba) är en fågel i familjen ibisar inom ordningen pelikanfåglar.

## Utseende
Afrikansk skedstork är jämnstor med den europeiska och asiatiska skedstorken, cirka 85–95 centimeter lång, och har liksom denna den för släktet karakteristiska långa raka näbben med skedformad spets. Fjäderdräkten är helvit, benen rosaröda. Vidare har den rött ansikte, röd näbbrot och röda kanter på den grå näbben.

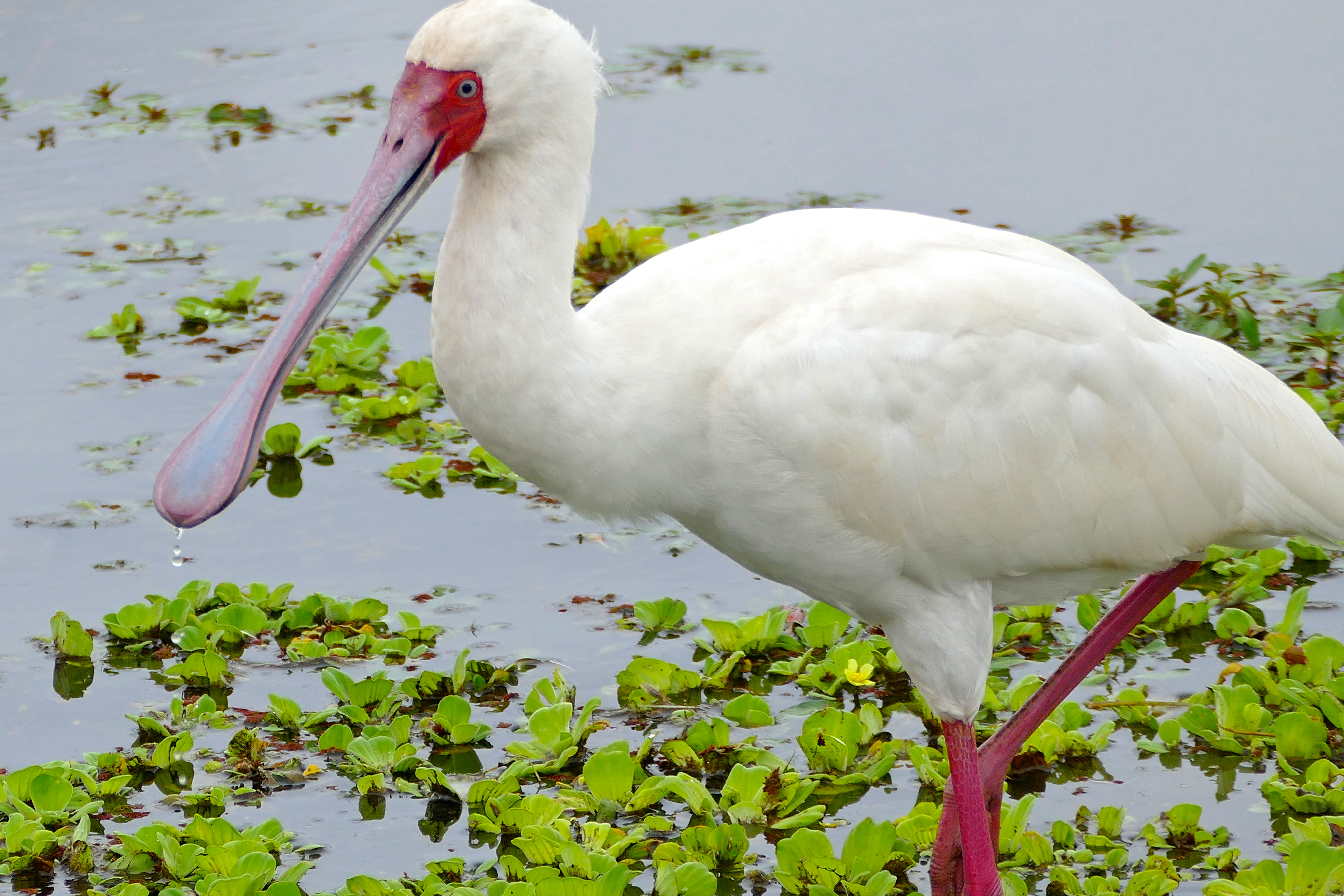
Afrikansk skedstork i Kruger nationalpark i Sydafrika.

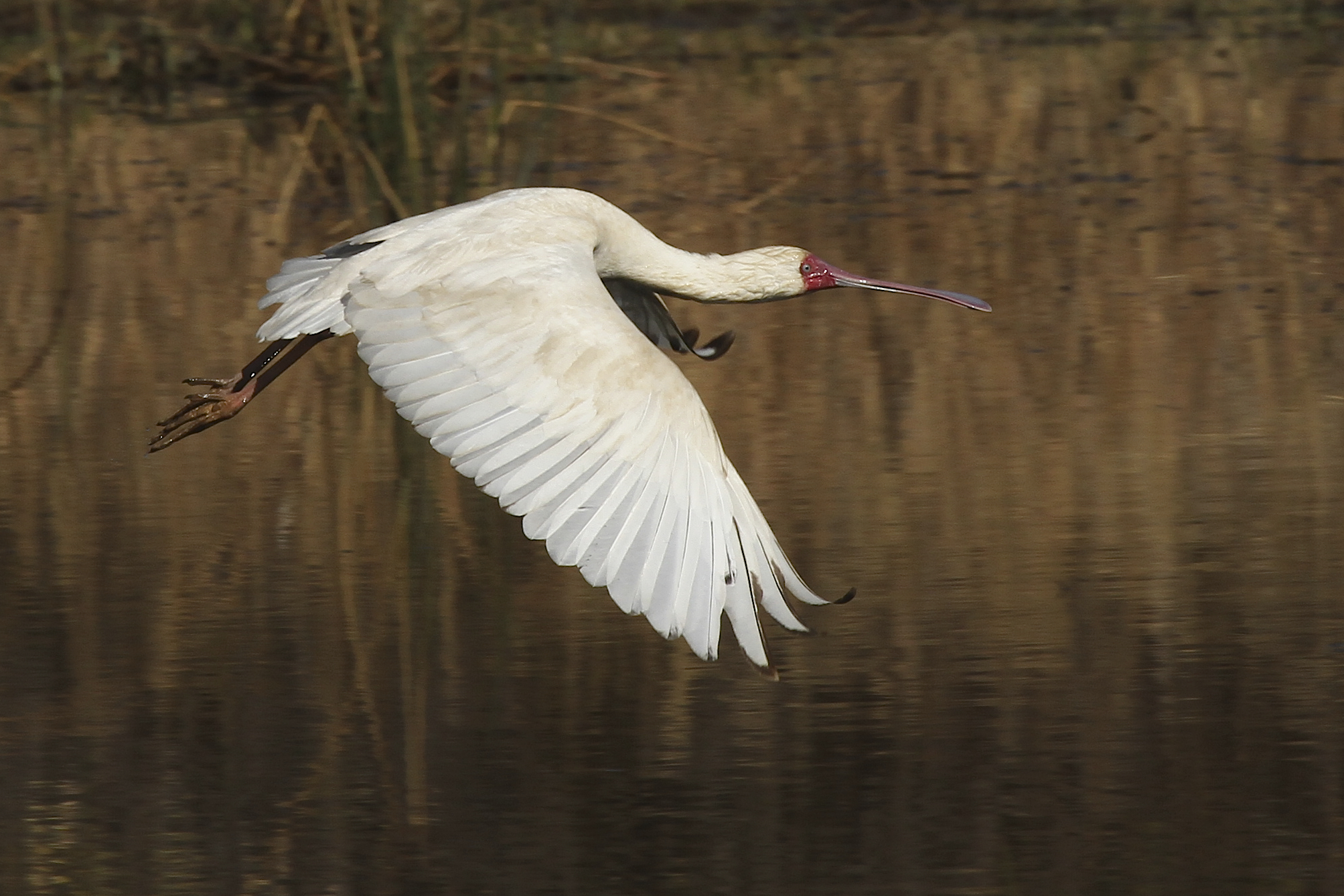

## Utbredning och systematik
Fågeln förekommer i Afrika söder om Sahara och på Madagaskar. Den påträffas även då och då i Jemen där den gjort häckningsförsök. I Oman är den en tillfällig gäst. Den behandlas som monotypisk, det vill säga att den inte delas in i några underarter.

## Levnadssätt
Afrikansk skedstork lever i stora och grunda våtmarker som sjöar, floder, översvämmade flodslätter, reningsdammar, reservoarer och artificiella dammar, mindre ofta vid kustnära laguner och flodmynningar. Fågeln lever av småfisk och vattenlevande ryggradslösa djur som kräftor och skalbaggar.

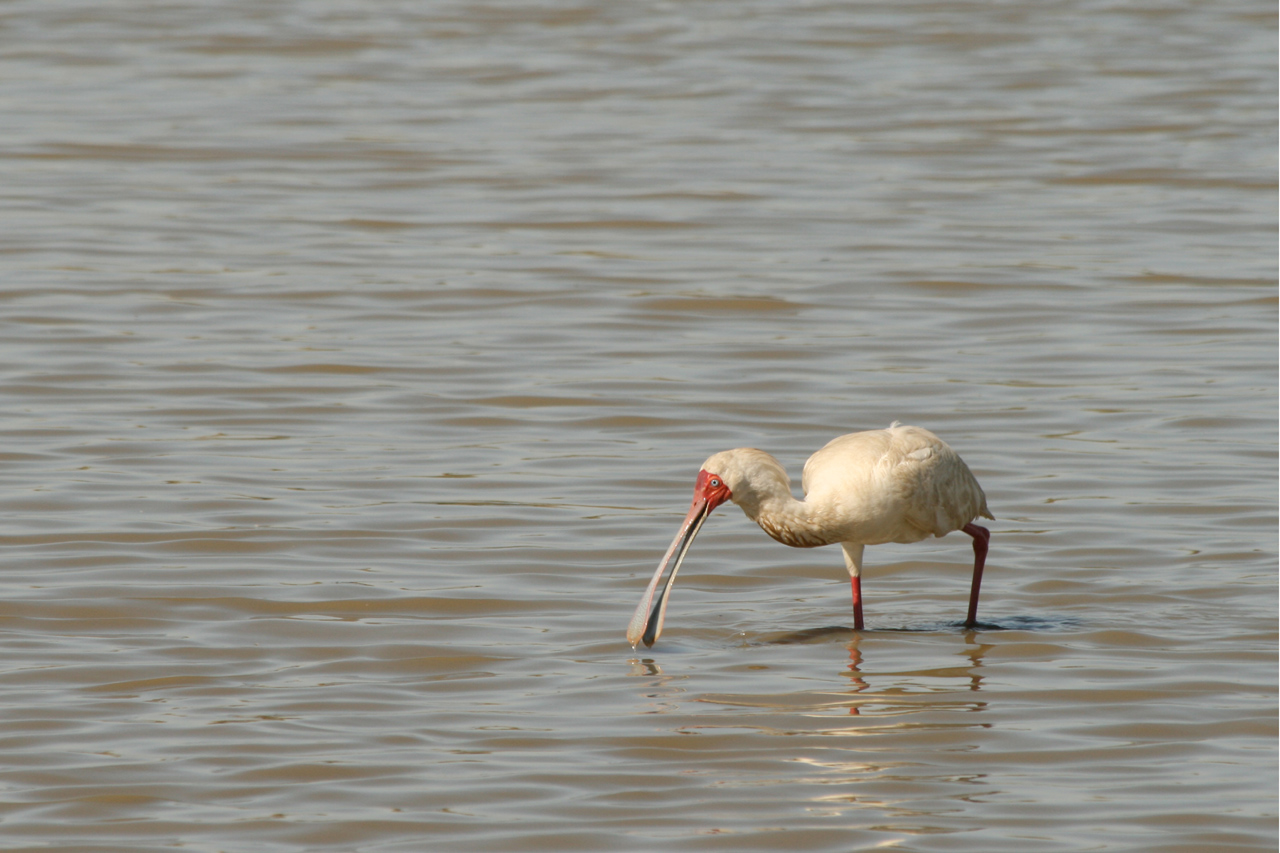
Afrikansk skedstork födosökande på typiskt manér i Djoudj fågelreservat i Senegal.

Häckningstiden varierar från år till år och i olika delar av utbredningsområdet, kopplat till nederbörd. I Västafrika häckar den under torrperioden, oftast i regnperioden i Östafrika och centrala Afrika samt under vinter eller tidig vår i södra Afrika. Arten bygger ett platt och ovalt bo av pinnar och vass ovan vatten i träd, buskar och vassbäddar eller på marken på klippöar eller klippavsatser. Den häckar i kolonier med 5–20 par, ibland upp till 250 par eller mer, gärna med andra arter. Även utanför häckningstiden är den en social art som både ses födosöka, ta nattkvist och vila tillsammans, ibland i grupper om upp till 1 000 individer.

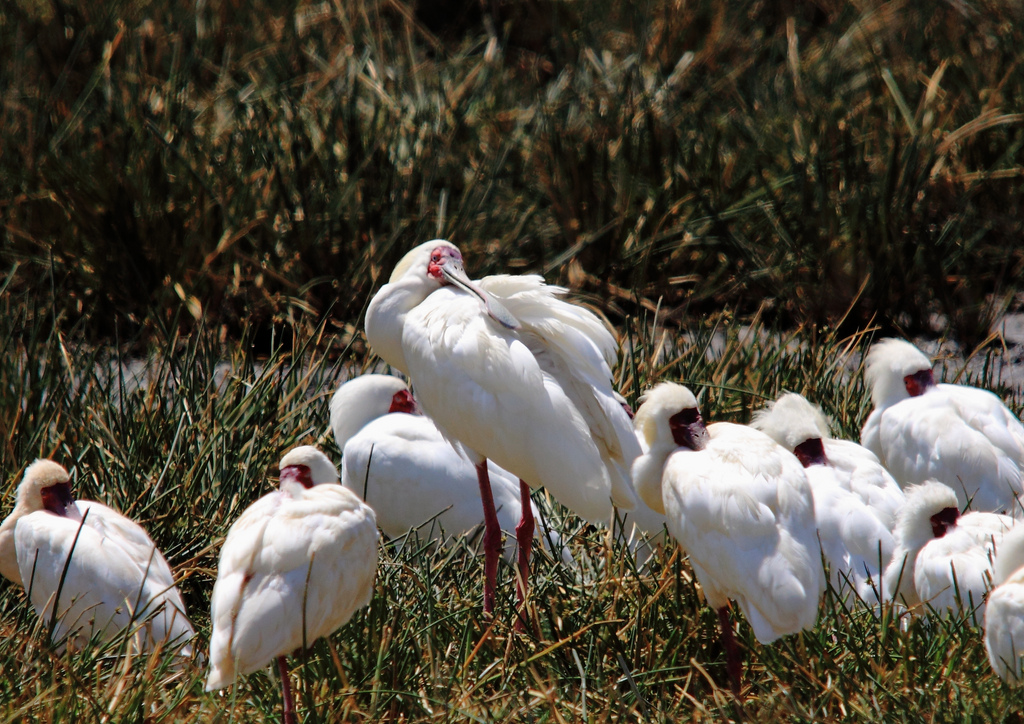
Afrikanska skedstorkar vilar vid Nakurusjön i Kenya.

## Status och hot
Arten har ett stort utbredningsområde och en stor population med stabil utveckling. Utifrån dessa kriterier kategoriserar internationella naturvårdsunionen IUCN arten som livskraftig (LC). Världspopulationen uppskattas till mellan 7 300 och 73 000 vuxna individer.